# Путешествие на дно моря (телесериал)
«Путешествие на дно моря» (англ. Voyage to the Bottom of the Sea) — американский научно-фантастический приключенческий телесериал, транслировавшийся в 1964—1968 годах. Был создан на волне успеха одноимённого фильма, вышедшего в 1961 году. Как фильм, так и сериал были созданы кинематографистом Ирвином Алленом, поэтому декорации, костюмы, реквизит, а иногда и ранее отснятый материал свободно использовался в сериале, пролежав несколько лет на складе.
«Путешествие…» — первый из четырёх научно-фантастических сериалов Аллена (следующие три — «Затерянные в космосе», «Туннель времени» и «Земля великанов»), и при этом является самым продолжительным из этих четырёх.
Ключевой фон сериала — подводный мир.

## Сюжет

### Пилотный эпизод
Пилотный эпизод, озаглавленный Eleven Days to Zero, знакомит зрителя с ультрасовременной атомной подводной лодкой Seaview, её создателем адмиралом Харриманом Нельсоном, и командиром — капитаном по имени Ли Крейн. Субмарина базируется в Институте морских исследований Нельсона в Санта-Барбаре (Калифорния) и часто швартуется примерно в 500 футах под объектом в секретном подземном доке, вырубленном в цельной скале. Официально Seaview занимается подводными морскими исследованиями и посещает множество экзотических мест во всех океанах, но истинная секретная миссия лодки заключается в защите планеты от различных мировых и внеземных угроз; на её борту четыре ядерные ракеты. На дворе — будущее, 1970-е (конкретный год не уточняется).

### 1-й сезон
Большинство эпизодов посвящены теме Холодной войны, но также нередки были фантастические темы с элементами шпионажа и научной фантастики. В сезоне присутствовали пришельцы, морские чудовища и динозавры, но основными злодеями всё-таки являлись агенты враждебных государств. Несмотря на явную фантастичность, сценарий был написан в узнаваемо современном стиле.

### 2-й сезон
Во втором сезоне экипаж Seaview совершает несколько примечательных путешествий: внутрь кита, внутрь вулкана. Телеканал ABC, по которому транслировался сериал, попросил придать ему «более лёгкий тон», отметив, что первый сезон получился слишком «мрачным и серьёзным». У Seaview появилась двухместная мини-субмарина, которая также умела летать. Экипаж был переодет из серой невзрачной униформы в яркие красные и голубые комбинезоны, их обувью стали белые сникеры Keds Champion. 18-й эпизод сезона (50-й по сквозной нумерации), The Sky's on Fire, является ремейком оригинального фильма 1961 года.

### 3-й сезон
Наступили 1980-е (конкретный год снова не уточняется). В третьем сезоне экипаж Seaview противостоял злобному бестелесному мозгу из далёкого космоса; сталкивался с нацистами, уверенными что Вторая мировая война продолжается. В целом, в сериале стало заметно больше «паранормальных» сюжетных линий: мумии, оборотни, говорящие куклы, лепреконы, «ископаемые» люди, огненные люди, замороженные люди, люди-омары, люди-тени.

### 4-й сезон
Четвёртый сезон также был насыщен паранормальными и мистическими сюжетами. На борту Seaview под видом учёного оказывается пятисотлетний алхимик (Виктор Джори); три несвязанных между собой, но идущие подряд, эпизода рассказывали о борьбе подводников с инопланетным вторжением; два эпизода были посвящены путешествиям во времени.

## В ролях
| Основной состав (появились в 15+ эпизодах) - Ричард Бейсхарт — адмирал Харриман Нельсон (в 110 эпизодах) - Дэвид Хедисон — капитан Ли Крейн (в 110 эпизодах) - Роберт Дауделл — Чип Мортон (в 108 эпизодах) - Дел Монро — Ковальски (в 97 эпизодах) - Терри Бекер — Фрэнсис Этельберт Шарки (в 70 эпизодах) - Пол Тринка — Паттерсон (в 53 эпизодах) - Ричард Булл — Доктор (Док) (в 27 эпизодах) - Арч Уайтинг — Спаркс (в 22 эпизодах) - Генри Калки — Кудрвый Джонс (в 22 эпизодах) - Аллан Хант — Райли (в 16 эпизодах) | Некоторые известные «гостевые» актёры - Марк Слейд — Мэлоун (в 4 эпизодах) - Скип Хомейер — разные роли (в 3 эпизодах) - Барри Этуотер — разные роли (в 2 эпизодах) - Лесли Нильсен — Адамс (в эпизоде The Creature) - Карен Стил — Кейра (в эпизоде Leviathan) - Гэри Меррилл — Парк (в эпизоде The Menfish) - Джейсон Уингрин — Михил (в эпизоде The Exile) - Мартин Кослек — режиссёр (в эпизоде The Fear-Makers) - Виктор Джори — доктор Тёрнер (в эпизоде Fires of Death) - Джун Локхарт — Эллен Брайс (в эпизоде The Ghost of Moby Dick) - Чарльз Диркоп — левша (в эпизоде The Left-Handed Man) - Фрэнсис Бушмен — старик (в эпизоде The Terrible Toys) - Генри Дэрроу — капитан Сьерра (в эпизоде The Mist of Silence) - Анна-Лиза — Зигрид (в эпизоде The Village of Guilt) - Джеймс Даррен — Омир (в эпизоде The Mechanical Man) |

## О сериале
Первые 32 эпизода (полностью первый сезон) были сняты в чёрно-белом формате, остальные 78 были цветными. Действие первого и второго сезонов происходит в ближайшем будущем — 1970-е годы, третьего и четвёртого — в более отдалённом, в 1980-х.
Основными режиссёрами выступили Джастас Эддисс (16 эпизодов), Джерри Хоппер (15 эпизодов) и Соби Мартин (14 эпизодов).

## Сезоны и эпизоды
1-й сезон состоит из 32 эпизодов (все чёрно-белые, далее сериал начали снимать в цвете). Транслировался с 14 сентября 1964 года по 19 апреля 1965 года.

2-й сезон состоит из 26 эпизодов. Транслировался с 19 сентября 1965 года по 20 марта 1966 года.

3-й сезон состоит из 26 эпизодов. Транслировался с 18 сентября 1966 года по 19 марта 1967 года.

4-й сезон состоит из 26 эпизодов. Транслировался с 17 сентября 1967 года по 31 марта 1968 года.

Итого: 110 эпизодов продолжительностью по 52 минуты.
Факт: два эпизода, 28-й и 73-й, носят одинаковое название — The Creature.

## В популярной культуре
- Архивные кадры[англ.] Seaview были использованы в эпизоде The Bermuda Triangle Crisis (1977) телесериала «Чудо-женщина»[7].
- В 1995 году вышел документальный фильм «Фантастические миры Ирвина Аллена», в котором рассказывалось также и о создании «Путешествия…»[8]
- Эпизод мультсериала «Финес и Ферб», вышедший в июне 2008 года, состоит из двух сегментов, второй называется Voyage to the Bottom of Buford[9].
- В ноябре 2020 года кинокомпания Legendary Pictures заявила, что разрабатывает ремейк «Путешествия…»[10] По состоянию на ноябрь 2023 года дополнительной информации по этой теме не имеется.